# Grand Prix Beerens
Le Grand Prix Beerens (Grote prijs Beerens) est une course cycliste féminine belge, organisée entre 2021 et 2024. 
La course d'un jour a eu lieu pour la première fois en 2021 après que l'événement prévu pour 2020 ait dû être annulé en raison de la pandémie de covid-19. Elle fait partie du calendrier de l'Union cycliste internationale en catégorie 1.2, puis devient 1.1 en 2022. Le parcours emprunte un circuit légèrement vallonné qui doit être parcouru plusieurs fois à travers la région du sud d'Anvers avec un départ et une arrivée à Aartselaar.
L'épreuve disparait en 2025 en raison de problèmes financiers. 

## Palmarès
| Année | Vainqueur               | Deuxième                | Troisième         |                  |
| ----- | ----------------------- | ----------------------- | ----------------- | ---------------- |
| 2021  | Thalita de Jong         | Christina Schweinberger | Claire Faber      |                  |
| 2022  | Marjolein van 't Geloof | Jesse Vandenbulcke      | Marith Vanhove    |                  |
| 2023  | Chiara Consonni         | Martina Fidanza         | Sofie van Rooijen |                  |
| 2024  | Sofie van Rooijen       | Anna van Wersch         | Victoire Berteau  |                  |
| 2025  | annulé/abandonné        | annulé/abandonné        | annulé/abandonné  | annulé/abandonné |